# Лоретто (Кентуккі)
Лоретто (англ. Loretto) — місто (англ. city) в США, в окрузі Меріон штату Кентуккі. Населення — 723 особи (2020).

## Географія
Лоретто розташоване за координатами 37°38′31″ пн. ш. 85°23′36″ зх. д. / 37.64194° пн. ш. 85.39333° зх. д. (37.641986, -85.393294).  За даними Бюро перепису населення США в 2010 році місто мало площу 8,32 км², з яких 8,24 км² — суходіл та 0,08 км² — водойми.

## Демографія
Згідно з переписом 2010 року, у місті мешкало 713 осіб у 284 домогосподарствах у складі 203 родин. Густота населення становила 86 осіб/км².  Було 315 помешкань (38/км²).
Расовий склад населення:
| - 97,8 % — білих - 0,7 % — чорних або афроамериканців - 0,4 % — азіатів - 0,1 % — корінних американців |

До двох чи більше рас належало 1,0 %. Частка іспаномовних становила 1,5 % від усіх жителів.
За віковим діапазоном населення розподілялося таким чином: 25,1 % — особи молодші 18 років, 60,2 % — особи у віці 18—64 років, 14,7 % — особи у віці 65 років та старші. Медіана віку мешканця становила 36,9 року. На 100 осіб жіночої статі у місті припадало 106,7 чоловіків;  на 100 жінок у віці від 18 років та старших — 103,8 чоловіків також старших 18 років.
Середній дохід на одне домашнє господарство  становив 43 951 долар США (медіана — 38 750), а середній дохід на одну сім'ю — 53 124 долари (медіана — 53 182). Медіана доходів становила 41 875 доларів для чоловіків та 33 542 долари для жінок. За межею бідності перебувало 22,1 % осіб, у тому числі 27,7 % дітей у віці до 18 років та 17,5 % осіб у віці 65 років та старших.
Цивільне працевлаштоване населення становило 311 осіб. Основні галузі зайнятості: виробництво — 24,1 %, освіта, охорона здоров'я та соціальна допомога — 21,2 %, будівництво — 7,1 %, мистецтво, розваги та відпочинок — 6,8 %.